# 山口眞理子
山口 眞理子（やまぐち まりこ）は、日本の詩人、和光大学人文学部芸術学科卒業。別名義、天壽まり（てんじゅ まり）。

## 来歴
広島県生まれ。東京武蔵野市に育つ。
美術教師に借りたフランスの詩集で言葉の自由さに心を揺さぶられ詩を書き始める。都内の高校在学時、15歳で詩集『そっぽを向いて　心をこめて』（1966）、16歳で『翼のない天使』（1967）を私家版で出版。
大学在学中、新設された文芸部部員として、詩の同人誌「ふぃりんぐG」を発刊。現在「gui」、「スタンザ」同人。

## 著書
- 『そっぽをむいて　心をこめて』（1966）
- 『翼のない天使』（1967）
- 『April Love』（1979、百鬼界）
- 『水の上　動物物語』（1981、百鬼界）
- 『雨に　唄えば』（1984、れんが書房新社）
- 『気分をだしてもう一度』（1987、思潮社）
- 『そして、川』（1991、思潮社）
- 『夜の水』（1997、思潮社）
- 『深川』（2006、思潮社）
- 『現代詩文庫228　山口眞理子詩集』（2016、思潮社）